# Mann (rang)
Mann (Duits voor "man", meervoud Männer) was een aanduiding voor de leden van de paramilitaire organisaties die verbonden waren met de nazipartij in Duitsland, tussen 1925 en 1945: de SA en de SS. Het was tevens de laagste rang in de hiërarchie van deze organisaties, als SA-Mann en SS-Mann. Deze rang kwam overeen met die van een soldaat in het leger.
De naam 'Mann' was geïnspireerd door de Sturm-Mann, de naam voor de stoottroepen in de Eerste Wereldoorlog. Sturmmann werd eveneens een rang in de SA en de SS, die direct boven Mann kwam.
De militaire takken van de SS (de SS-Verfügungstruppe en de SS-Totenkopfverbände, later samengevoegd tot de Waffen-SS) gingen vanaf 1938 in plaats van SS-Mann de naam Schütze hanteren, naar analogie van de infanterie van het reguliere leger. Voor andere wapenonderdelen werden namen als SS-Grenadier, SS-Pionier enz. gebruikt.
In de Algemene SS (de min of meer civiele onderdelen) bleef de naam Mann gehandhaafd.
Hoewel de Mann de laagste rang was onder de volwaardige SS-leden, kwamen er in de loop van de jaren nog verschillende lagere rangen voor kandidaat-leden en nieuwe rekruten: Bewerber, Jungmann, Anwärter en Vollanwärter.
In de meeste gevallen, hoorde bij de rang van Mann geen kenmerkend insigne. Sommige groepen kenden toch een kleine soort van ranginsigne toe zoals een lege kraagspiegel of simpele epaulet om de rang van Mann aan te geven. Daarnaast kregen nieuwe rekruten van 1933 tot 1940 een 'eredolk' bij hun bevordering tot SS-Mann.

Insignes van de rang SS-Schütze in de Waffen-SS en Allgemeine-SS
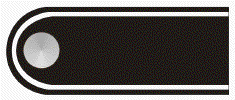
Epaulet SS-Mann (Allgemeine-SS)
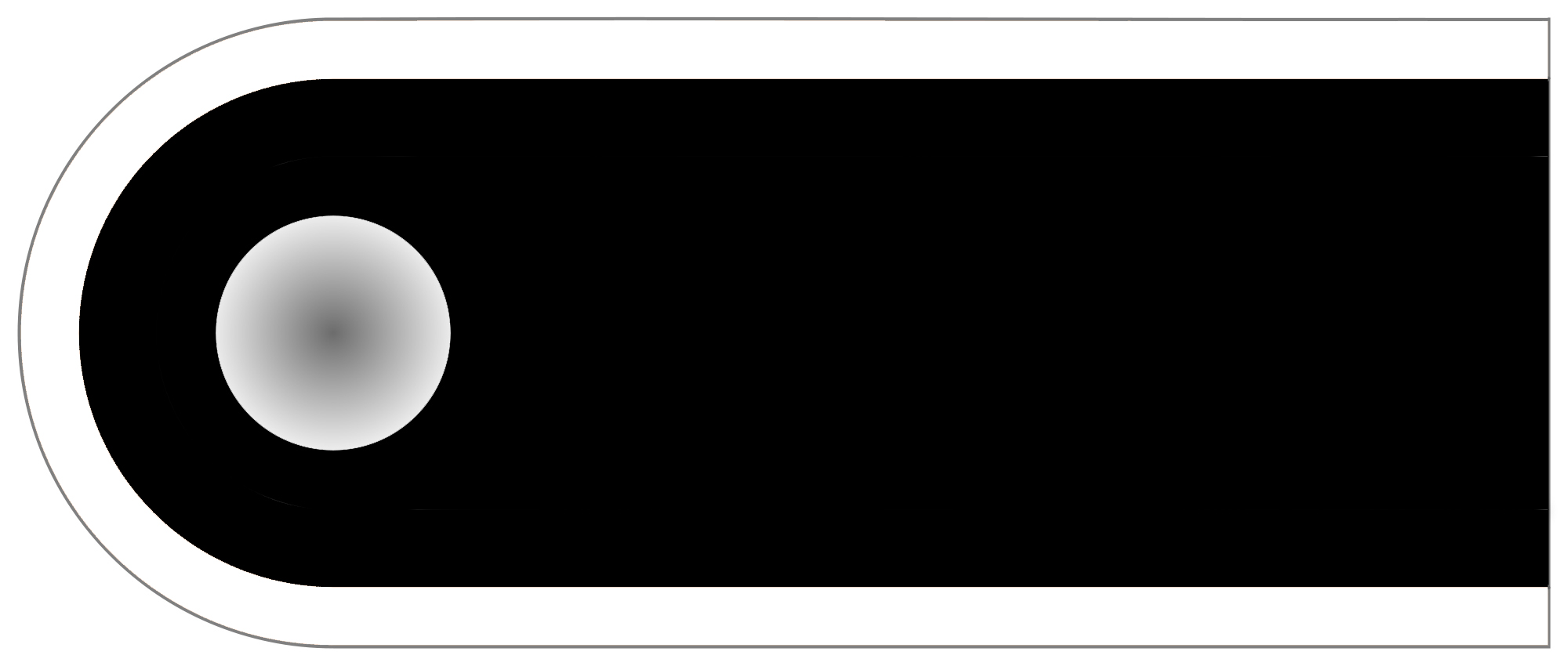
Epaulet SS-Schütze (Waffen-SS)
Kraagspiegel SS-Mann SS-Schütze (1940-1945)

Hieronder een tabel met de rangaanduidingen in de laagste rangengroep (de Mannschaften) van de SS, de SA en de Wehrmacht. Per organisatie staan de rangen in opklimmende volgorde van links naar rechts.
| Kandidaat status - SS-Bewerber (Staffel-Bewerber) - SS-Jungmann (Staffel-Jungmann) - SS-Anwärter (Staffel-Anwärter) - SS-Vollanwärter (Staffel-Vollanwärter) | 1e rang Allgemeine SS SS-Mann | 2e rang Geen equivalent | 3e rang SS-Sturmmann |
| Vrijwilliger voor het toetreden tot de Waffen-SS - SS-Bewerber (Staffel-Bewerber) - SS-Jungmann (Staffel-Jungmann) - SS-Anwärter (Staffel-Anwärter)          | 1e rang Waffen-SS SS-Schütze  | 2e rang SS-Oberschütze  | 3e rang SS-Sturmmann |
| Kandidaat status SA-Anwärter | 1e SA rang SA-Mann            | 2e rang Geen equivalent | 3e rang SA-Sturmmann |
| Persoon geschikt voor militaire dienst Wehrmacht | 1e Wehrmacht rang Soldat      | 2e rang Oberschütze     | 3e rang Gefreiter    |